# Миза Пядасте
Миза Пядасте (ест. Pädaste mõis, нім. Peddast) — село, знаходиться в південній частині острова Муху і було побудоване після 1566 р., коли цю місцевість було віддано у лен Іоганну Кноррингу. В 1768 р. миза перейшла до фон Алекркасів, а незабаром — до фон Буксгеведенів.
При фон Буксгеведенах в 70-60-ті роки XIX ст. було закладено представницьку садибу. Панський будинок в неоготичному стилі з двоповерховою центральною частиною було зведено в 1875 р. Протягом наступних двох десятиліть по краях майданчика перед панським будинком з'явилося кілька примітних підручних споруд з натурального каменю та доломіта — двоповерхова клуня, сироварні, кузня, конюшня-каретня та ін. Особливу своєрідність мизі надає відкритість у бік моря — витягнутий майданчик перед панським будинком закінчується виходом на мальовничий морський берег.
Після другої світової війни до 1986 р. в мизі містився будинок пристарілих. В 1996 р. миза перейшла в приватні руки і була відреставрована як центр відпочинку. Підручні споруди було пристосовано під готель та кафе.